# Моральный граф
В теории графов моральный граф используется для поиска эквивалентного неориентированного графа для направленного ациклического графа. Это ключевой шаг алгоритма для дерева сочленений, используемого в алгоритме распространения доверия на графовых вероятностных моделях.

## Морализация
Морализованная копия направленного ациклического графа образуется добавлением рёбер между всеми парами узлов, которые имеют общих детей, а затем преобразования всех рёбер в графе в неориентированные. Эквивалентно, моральный граф ориентированного ациклического графа G является неориентированным графом, в котором каждый узел исходного графа G соединяется с его марковским ограждением. Название происходит от факта, что в моральном графе два узла, имеющих общих детей, должны обручиться путём создания общего ребра.
Заметим, что моральный граф не обязательно хордален.

## Морализация смешанного графа
Морализация может быть осуществлена для смешанных графов, называемых в этом контексте «цепочечными графами». В цепочечном графе связанная компонента неориентированного подграфа называется цепочкой. Морализация добавляет неориентированное ребро между любыми двумя вершинами, которые имеют исходящие дуги в ту же самую цепочку, а затем забывается ориентация рёбер графа.